# Debenham Peak
Debenham Peak är en bergstopp i Antarktis. Den ligger i Östantarktis. Australien gör anspråk på området. Toppen på Debenham Peak är 1 140 meter över havet.
Terrängen runt Debenham Peak är platt norrut, men söderut är den kuperad. Debenham Peak är den högsta punkten i trakten. Trakten är obefolkad. Det finns inga samhällen i närheten. 